# Fearn (Écosse)
Fearn est un village d'Écosse dans le Easter Ross (en) à 8 km au sud-sud-est de Tain.

## Histoire
Le premier comte de Ross y fonde en 1230 une abbaye de nos jours en ruine. Le village a compté jusqu'à 1 914 habitants en 1878.